# Movie 43
Movie 43 (prt: Comédia Explícita - Movie 43; bra: Para Maiores) é um filme de comédia americano de 2013, codirigido e produzido por Peter Farrelly e escrito por Steve Baker, Rocky Russo e Jeremy Sosenko entre outros.  O título do filme, Movie 43, a princípio se acreditava estarem fazendo referência ao número de atores no filme. Na verdade, Farrelly ouviu seu filho conversando com amigos sobre um filme chamado "Movie 43", mas quando Farrelly descobriu que o filme jamais existiu, ele usou o nome.
O filme tem 14 histórias diferentes, cada um feito por um diretor diferente, incluindo Elizabeth Banks, Steven Brill, Steve Carr, Rusty Cundieff, James Duffy, Griffin Dunne, Patrik Forsberg, James Gunn, Bob Odenkirk, Brett Ratner, Will Graham, e Jonathan van Tulleken. É estrelado por Elizabeth Banks, Kristen Bell, Halle Berry, Gerard Butler, Seth MacFarlane, Leslie Bibb, Kate Bosworth, Josh Duhamel, Anna Faris, Richard Gere, Terrence Howard, Hugh Jackman, Johnny Knoxville, Justin Long, Christopher Mintz-Plasse, Chloë Grace Moretz, Chris Pratt, Liev Schreiber, Seann William Scott, Emma Stone, Jason Sudeikis, Uma Thurman, Naomi Watts e Kate Winslet. Julianne Moore, Tony Shalhoub e Anton Yelchin também aparecem em cenas cortadas lançadas em DVD e Blu-ray.
O filme levou quase uma década para entrar em produção, já que a maioria dos estúdios rejeitou o roteiro, que acabou sendo escolhido pela Relativity Media por US$ 6 milhões. O filme foi filmado ao longo de vários anos, já que o elenco também provou ser um desafio para os produtores. Alguns atores, incluindo George Clooney, se recusaram a participar, enquanto outros, como Richard Gere, tentaram sair do projeto. Distribuído por Relativity Media, o filme foi lançado em 25 de janeiro de 2013 nos Estados Unidos e 8 de fevereiro de 2013 no Brasil.
Movie 43 foi muito mal recebido pela crítica, que o considerou um dos piores filmes da história. O filme recebeu uma pontuação média ponderada de 18 em 100 em Metacritic com base em 23 críticos, significando "aversão esmagadora". Em Rotten Tomatoes, o filme tem uma avaliação positiva de 5% com base em 88 avaliações, com uma classificação média de 2.23/10. O consenso dos críticos do site afirma: "Um peru repleto de estrelas, Movie 43 está repleto de piadas alegremente ofensivas e frequentemente escatológicas, mas é em grande parte desprovido de risadas". As audiências pesquisadas pelo CinemaScore deram ao filme uma classificação D. Gregg Katzman da IGN deu ao filme um 1/10, com as principais críticas sendo suas piadas sem graça e o desperdício de seu elenco de estrelas, e a única coisa positiva foi sua sub-hora de duas horas. Ele iria juntar este filme com Scary Movie 5 em sua lista de piores filmes de 2013. Robbie Collin do The Daily Telegraph descreveu o filme de Farrelly como "o trabalho de um homem confuso se debatendo em uma indústria que ele não entende mais". Peter Howell, do Toronto Star, deu ao filme zero de quatro estrelas e o chamou de o pior filme que já viu. Elizabeth Weitzman do New York Daily News fez uma crítica negativa, dizendo: "Como crítica de cinema, eu vi cerca de 4.000 filmes nos últimos quinze anos. Agora, não consigo pensar em um pior que Movie 43". Em uma das poucas resenhas positivas, Michael O'Sullivan, do The Washington Post, deu ao filme três e meio de quatro estrelas, chamando-o de "uma quase obra-prima de mau gosto". A produção acabou vencendo três prêmios no Framboesa de Ouro, inclusive Pior Filme de 2013.

## Sinopse
Calvin e seu amigo J.J, postam um vídeo na web, com o intuito de ganhar certa popularidade com uma brincadeira feita por eles, porém, o irmão caçula de Calvin, Baxter, um gênio da informática, resolve fazer uma pegadinha com os dois relacionado ao vídeo. Furioso, Calvin decide junto com seu amigo, se vingar do irmão, e para que a vingança funcione, inventam um filme chamado "Filme 43" (Movie 43), e várias coisas à respeito, para que mantenha o irmão ocupado.
Ao desenrolar das histórias e acontecimentos, J.J revela à Baxter que tudo aquilo, era pra ser uma vingança, mas com tudo o que estava envolvido, percebem que o Filme 43, além de realmente existir, não era um filme qualquer.

## Sobre as histórias
- The Catch (dirigido por Will Graham, escrito por Graham & Jack Kukoda): Mulher tem encontro com homem com um segredo: um par de testículos em seu queixo.
- Homeschooled (dirigido por Steve Carr, escrito por Rocky Russo & Jeremy Sosenko): Casal decide que para seu ensino doméstico não atrapalhar o desenvolvimento da personalidade do filho, precisam replicar o ensino médio em casa, inclusive com bullying.
- The Proposition (dirigido por Griffin Dunne, escrito por Matthew Alec Portenoy): Em um piquenique, na hora de pedir a namorada em casamento o homem descobre que ela tem coprofilia, e quer que ele defeque nela na cama.
- Veronica (dirigido por Steven Brill, escrito por Claes Kjellstrom & Jonas Wittenmark & Tobias Carlson, Rocky Russo & Jeremy Sosenko): Um funcionário de um sacolão tem uma discussão com sua ex no trabalho, sem saber que a conversa cada vez mais íntima está sendo transmitida pelo sistema de som do local.
- iBabe (dirigido por Steven Brill, escrito por Claes Kjellstrom & Jonas Wittenmark & Tobias Carlson, Rocky Russo & Jeremy Sosenko): Uma empresa discute as lesões causadas pelo seu produto iBabe, um iPod no formato de uma mulher nua em tamanho natural.
- Superhero Speed Dating (dirigido por James Duffy, escrito por Will Carlough): Batman e Robin entram em uma casa de encontros buscando uma bomba do Pinguim. Lá Robin tenta conhecer várias mulheres, incluindo Lois Lane e Supergirl, enquanto Batman só se preocupa com o serviço.
- Machine Kids (escrito e dirigido por Jonathan van Tulleken): Comercial sobre crianças presas na máquina de lavar.
- Middleschool Date (dirigido por Elizabeth Banks, escrito por Elizabeth Wright Shapiro): Dois adolescentes em um encontro são atormentados pelo irmão mais velho do rapaz, e em seguida ela começa a ter sua primeira menstruação.
- Tampax (dirigido por Patrik Forsberg, escrito por Forsberg & Olle Sarri): Comercial do absorvente, com mulheres nadando em um mar infestado por um tubarão.
- Happy Birthday (dirigido por Brett Ratner, escrito por Jacob Fleisher): Homem captura um leprechaun boca-suja de presente de aniversário para seu companheiro de quarto.
- Truth or Dare (dirigido por Peter Farrelly, escrito por Greg Pritikin): Casal em seu primeiro encontro decide propor desafios cada vez mais esdrúxulos um para o outro.
- Victory’s Glory (dirigido por Rusty Cundieff, escrito por Rocky Russo & Jeremy Sosenko): Técnico  de time de basquete tenta estimular sua equipe lembrando que por estes serem negros, tem vantagem automática.
- Beezel (escrito e dirigido por James Gunn): Mulher acha que Beezel, o gato (realizado por animação) de seu namorado, está se intrometendo em seu relacionamento.

Na versão americana, a história que permeia o filme não é a dos meninos em busca do filme proibido, mas um roteirista maluco apresentando para um produtor seu último texto, Movie 43. No Blu-Ray há uma história deletada, Find Our Daughter (escrito e dirigido por Bob Odenkirk), em que um casal chama um detetive para procurar sua filha desaparecida, com a única pista sendo um vídeo em que ela mostra os seios.

## Elenco
| Mark L. Young      | Calvin Cutler        |
| Adam Cagley        | J. J.                |
| Devin Eash         | Baxter Cutler        |
| Fisher Stevens     | Vrankovich/Minotauro |
| Tim Chou/James Hsu | Gângsters chineses   |
| Nate Hartley       | Stevie Schraeder     |
| Liz Carey          | Sitara               |
| Beth Littleford    | Mrs. Cutler          |

| Dennis Quaid    | Charlie Wessler   |
| Greg Kinnear    | Griffin Schraeder |
| Common          | Bob Mone          |
| Charlie Saxton  | Jay               |
| Will Sasso      | Jerry             |
| Odessa Rae      | Danita            |
| Seth MacFarlane | Ele mesmo         |

| Hugh Jackman | Davis |
| Kate Winslet | Beth  |

| Naomi Watts        | Samantha Miller |
| Liev Schreiber     | Robert Miller   |
| Jeremy Allen White | Kevin Miller    |

| Anna Faris  | Julie |
| Chris Pratt | Doug  |

| Kieran Culkin | Neil     |
| Emma Stone    | Veronica |

| Justin Long     | Robin            |
| Katrina Bowden  | Stacey           |
| Jason Sudeikis  | Batman           |
| Uma Thurman     | Lois Lane        |
| Bobby Cannavale | Superman         |
| Kristen Bell    | Supergirl        |
| John Hodgman    | Pinguim          |
| Leslie Bibb     | Mulher-Maravilha |
| Will Carlough   | Charada          |

| Richard Gere  | Chefe  |
| Kate Bosworth | Arlene |
| Jack McBrayer | Brian  |
| Aasif Mandvi  | Bobert |

| Jimmy Bennett            | Nathan                |
| Chloë Grace Moretz       | Amanda                |
| Christopher Mintz-Plasse | Mikey                 |
| Patrick Warburton        | pai de Nathan e Mikey |
| Matt Walsh               | pai de Amanda         |

| Seann William Scott | Brian      |
| Johnny Knoxville    | Pete       |
| Gerard Butler       | Leprechaun |
| Esti Ginzburg       | Fada       |

| Halle Berry      | Emily  |
| Stephen Merchant | Donald |

| Terrence Howard | Técnico Jackson |
| Corey Brewer    | Wallace         |
| Jared Dudley    | Moses           |
| Larry Sanders   | Bishop          |
| Brett Davern    | Jogador Branco  |

| Elizabeth Banks    | Amy            |
| Josh Duhamel       | Anson          |
| Emily Alyn Lind    | Aniversariante |
| Michelle Gunn      | Mãe            |
| Christina Linhardt | Palhaço        |

| Julianne Moore  | Maude        |
| Tony Shalhoub   | George       |
| Jordanna Taylor | Susie        |
| Bob Odenkirk    | investigador |

## Prêmios e indicações
| Ano  | Prêmio                | Categoria           | Nomeado                            | Resultado |
| ---- | --------------------- | ------------------- | ---------------------------------- | --------- |
| 2013 | Golden Trailer Awards | Trailer mais vulgar | "Unsee it" trailer                 | Indicado  |
| 2014 | Framboesa de Ouro     | Pior Filme          | Todos os cineastas                 | Venceu    |
| 2014 | Framboesa de Ouro     | Pior Diretor        | 10 dos 13 diretores                | Venceu    |
| 2014 | Framboesa de Ouro     | Pior Roteiro        | Todos os roteiristas               | Venceu    |
| 2014 | Framboesa de Ouro     | Pior Combo na Tela  | Elenco inteiro                     | Indicado  |
| 2014 | Framboesa de Ouro     | Pior Atriz          | Halle Berry (também para The Call) | Indicado  |
| 2014 | Framboesa de Ouro     | Pior Atriz          | Naomi Watts (também para Diana)    | Indicado  |